# YouPorn
YouPorn — бесплатный порнографический веб-сайт обмена видео и один из ста самых популярных веб-сайтов в мире. С момента запуска в августе 2006 года он развивался и стал самым популярным порнографическим сайтом в Интернете, и в ноябре 2007 года он, как сообщается, стал крупнейшим бесплатным порнографическим сайтом. По состоянию на февраль 2013 года, это 83-й самый популярный сайт в мире и пятый самый популярный порнографический сайт. В категории порнографических сайтов он был превзойдён в рейтинге такими конкурентами, как xHamster.com, XVideos.com и Pornhub.com, а также сайтом видео для взрослых LiveJasmin.com.
Этот Web 2.0 (или Porno 2.0) сайт отличается от многих других порнографических сайтов тем, что он совершенно бесплатный и в нём есть поддержка рекламы. Один журналист сообщил, что в мае 2007 года ежемесячный доход от рекламы составил 120000 $ и он принадлежал Стивену Полу Джонсу.
Также существует версия сайта для гомосексуалов.

## Собственность
Доменное имя было зарегистрировано компанией в декабре 2005 года. Сайт YouPorn.com сообщает, что его владельцем является «Midstream Media International NV», зарегистрированный в Виллемстаде, столице Кюрасао (остров в южной части Карибского моря, который является частью Королевства Нидерландов). Санни Фриман, репортёр, при получении учёной степени в области журналистики написал одну статью в «The Tyee», где утверждал о немецком базировании компании. Сайт запускается из хостинга в Техасе.
В 2011 году YouPorn.com был приобретён компанией информационных технологий для взрослых развлечений «Manwin», владельцем других популярных порнографических сайтов, таких как Pornhub и SpankWire, базирующихся в Люксембурге.

## Конкуренция
PornoTube.com, более ранний порнографический сайт обмена видео, который был запущен в июле 2006 года и получил определённую огласку, был обойдён в популярности YouPorn.com, который был запущен месяцем позже. По состоянию на октябрь 2007 года, YouPorn.com был самым популярным сайтом для взрослых, по версии «Alexa Internet», и входил в первых 35 самых посещаемых сайтов. В том же году сайт добавлял 15 миллионов новых пользователей каждый месяц. Некоторые другие веб-сайты в настоящее время используют подобную концепцию; некоторые содержат только видео определённой категории. Ряд других сайтов собирают и упорядочивают ссылки на видео, размещенные на этих сайтах. Основными конкурентами YouPorn.com являются XTube.com, RedTube.com, Pornhub.com и т. д.
Порносайты, содержащие пользовательский контент, такие как YouPorn.com, рассматриваются как серьёзные конкуренты платных порнографических сайтов, традиционных журналов и DVD на основе порнографии.

## Оценки деятельности
YouPorn.com потребляет более трёх терабайт трафика каждый день, это вызвано большим числом пользователей и существенным размером видеофайлов. Когда онлайн-версия немецкой газеты делала доклад о YouPorn.com в ноябре 2006 года, у сайта не было перегрузки трафика, но уже тогда он попросил своих пользователей о предоставлении безлимитного провайдера в Европе.
Также всплыли опасения из-за невозможности проверки возраста лиц, изображённых на видео, возможности загружать на сайт видео, защищённые авторским правом, а также риском нарушения конфиденциальности, когда частные секс-ленты загружаются без согласия всех заинтересованных сторон. В 2007 году «Vivid Entertainment» подали в суд на YouPorn.com, утверждая, что загрузка защищённых авторскими правами видео лишило их доходов.
YouPorn.com был назван «хорошей моделью подражания для сексуально наивных», так как многие из домашних видео на сайте изображают любительские пары, занимающиеся обычным сексом (известным как «любительский»), в отличие от зачастую нереальных сценариев коммерческого порно.
Судебные документы, поданные юридической фирмой «Fears and Nachawati» из Центрального округа штата Калифорния, зафиксировали, что 6 декабря 2010 года двое мужчин подали иск против базирующейся в Нидерландах компании «Midstream Media N.V.», владельца YouPorn.com, утверждая, что сайты компании используют технологию «history-sniffing» с целью получения личной информации от пользователей.

## Блокировки

### Германия
Немецкий закон не позволяет распространять хардкор-порнографию без эффективной системы проверки возраста, и немецкий Федеральный департамент по делам медиа, вредных для подростков поставила YouPorn.com на свой учёт. В результате с апреля 2007 года немецкий сайт поисковой системы Google классифицирует YouPorn.com как сайт хардкор-порнографии и заменяет его ссылкой на «Chilling Effects», утверждая, что «немецкий регулирующий орган сообщил о незаконных материалах».
В ответ на просьбу «Kirchberg», конкурирующего порносайта, немецкий провайдер «Arcor» категоризирует YouPorn.com и несколько других порносайтов как хардкор-порнографию, а также заблокировал доступ к веб-сайту на уровне маршрутизации в сентябре 2007 года, пострадали более двух миллионов пользователей. Партия пиратов Германии незамедлительно открыла прокси-сервер, чтобы клиенты «Arcor» продолжали иметь свободный доступ к YouPorn.com.
«Arcor» поднял блок 17 сентября, так как IP-адрес на основе фильтра, который был создан для YouPorn.com, также влиял на другие сайты. «Kirchberg» затем подал в суд, утверждая, что «Arcor» способствовал недобросовестной конкуренции со стороны YouPorn.com, и 19 октября 2007 года было вынесено временное постановление «Arcor» возобновить ограничения доступа к YouPorn.com. 23 октября 2007 года «Arcor» начал контролировать доступ к YouPorn.com, на этот раз на основе легко обходимого DNS, и успешно подала апелляцию на запрет.
«Kirchberg» направил уведомления 19 немецким провайдерам, требуя, чтобы доступ к YouPorn.com был ограничен, но никто не выполнил указаний. Усилия «Kirchberg» для получения предписания, касающегося YouPorn.com, от интернет-провайдеров в Киле и Дюссельдорфе были безуспешными.

### Азия
В мае 2008 года сообщалось, что Сингапур заблокировали доступ к YouPorn.com и RedTube.com, эту новость правительственные чиновники назвали «символическим заявлением».
В июле 2009 года Шри-Ланка заблокировала доступ к 12 порносайтам, в том числе YouPorn.com, RedTube.com, XVideos.com и xHamster.com. 25 июля 2009 года Главный магистрат Шри-Ланки Нишанта Хапуараччи приказал комиссии по регулированию телекоммуникаций блокировать эти 12 сайтов на всех местных интернет-провайдерах.

### Россия
13 сентября 2016 заблокирован Роскомнадзором на всей территории России согласно решению Первореченского районного суда Владивостока. Решение суда мотивируется тем, что «выявлен факт размещения информации порнографического характера». Однако 23 января 2017 адвокатам удалось добиться разблокировки YouPorn, так как "при оформлении дела допущены серьёзные процедурные нарушения".